# Dal blu
Dal blu è l'ottavo album di Eugenio Finardi pubblicato nel 1983 per la Fonit Cetra e prodotto da Angelo Carrara.

## Descrizione
L'album nasce dopo che nel 1982 Finardi diventa padre di una bambina, Elettra, affetta da sindrome di Down. L'album è molto più intimo dei precedenti, con dolci ballate come Le ragazze di Osaka e Amore diverso, dedicate proprio a sua figlia.
Questo cambio di stile, però, venne interpretato dal pubblico come una svolta commerciale della musica di Finardi, provocando un progressivo distacco dei suoi precedenti fan, compensati dall'acquisizione di nuovo pubblico attratto dai suoi brani più romantici.
Il brano Laura degli specchi viene proposto anche da Alice nel suo LP Azimut dello stesso anno.

## Tracce
Lato A
Testi e musiche di Eugenio Finardi.
1. Dal blu – 3:45
2. Amore diverso – 4:40
3. Dolci promesse – 3:50 (Testo : Eugenio Finardi  Musica : Francesco Messina)
4. Notte – 4:00

Durata totale: 16:15
Lato B
Testi e musiche di Eugenio Finardi.
1. Le ragazze di Osaka – 3:36 (Testo :  Eugenio Finardi Musica : Francesco Messina)
2. Fino in fondo – 3:45 (Testo : Eugenio Finardi Musica : Francesco Messina)
3. Infinita autostrada – 4:10
4. Laura degli specchi – 3:43

Durata totale: 15:14

## Formazione
- Eugenio Finardi – voce, programmazione e sintetizzatore
- Paolo Donnarumma, Stefano Cerri, Bob Callero – basso
- Alfredo Golino – batteria
- Gigi Tonet – sequencer e programmazione
- Enzo "Titti" Denna – programmazione
- Danilo Madonia, Filippo Destrieri – tastiera
- Romano Trevisani, Alberto Radius – chitarra
- Pietro Pellegrini – programmazione
- Julius Farmer – basso e contrabbasso